# (650031) 2011 UJ413
(650031) 2011 UJ413 est un objet transneptunien faisant partie des objets épars d'environ 180 km de diamètre.